# Église Saint-Étienne du Mail
Pour les articles homonymes, voir Église Saint-Étienne et Saint-Étienne (homonymie).
L'église Saint-Étienne est une église catholique située à Pujols, en France.

## Localisation
L'église est située dans le département français de Lot-et-Garonne, sur la commune de Pujols.

## Historique
L'édifice est inscrit au titre des monuments historiques en 1994 et classé en 1996.